# Théorie autrichienne du cycle des affaires
 (octobre 2022).
La théorie autrichienne du cycle des affaires est une théorie économique selon laquelle les cycles économiques sont des cycles des affaires dont les phases montantes et descendantes sont dues à la création inadéquate de crédit par les banques. Cette théorie appartient au corpus théorique de l'école autrichienne.

## Concept
La théorie autrichienne du cycle des affaires soutient que le crédit est le principal vecteur de déstabilisation du système économique. La banque centrale est le principal moteur de ses cycles, de manière indirecte : en fixant des taux directeurs bas, elle incite les banques à prêter et créer du crédit. Or, cette liquidité abondante conduit à des erreurs d'investissement de la part des banques, qui prêteraient alors à des entrepreneurs ou des ménages peu solvables ou peu rentables. Lorsque la banque centrale et les banques corrigent le tir, un resserrement du crédit a lieu, et avec une récession : la masse monétaire se contractant lors du credit crunch, l'économie ne dispose plus d'assez de monnaie. 
La théorie autrichienne du cycle considère que l'intervention de la banque centrale a pour conséquence une perturbation du signal-prix. En effet, la banque centrale a pour effet de modifier les taux sur les marchés financiers sans se soucier du taux d'intérêt spontané, celui qui équilibre l'offre et la demande de fonds prêtables (de capitaux). La banque n'octroie plus de crédit car elle considère le projet comme bon et rentable, mais parce que la banque centrale l'a encouragée à le faire par le biais des taux directeurs.  

## Historique
La théorie autrichienne du cycle des affaires a été mise au point par Ludwig von Mises puis par Friedrich Hayek. Elle vaut à ce dernier le Prix de la Banque de Suède en sciences économiques en mémoire d'Alfred Nobel en 1974.